# Aeroportul Grayling
Aeroportul Grayling (IATA: KGX, ICAO: PAGX, FAA LID: KGX) este un aeroport din Grayling⁠(d), Yukon-Koyukuk Census Area⁠(d), Unorganized Borough, Alaska, Alaska, Statele Unite ale Americii. Aeroportul a fost tranzitat în 2019 de 2.110 pasageri.
Situat la o altitudine de 30 m, aeroportul dispune de 1 pistă. Este operat de Alaska Department of Transportation & Public Facilities⁠(d).

## Infrastructură

### Piste
Aeroportul dispune de o singură pistă. Pista 17/35 are suprafața de pietriș și dimensiunile 4.000 picioare × 75 picioare. 